# Elżbieta Krzesińska
Elżbieta Maria Krzesińska (* 11. November 1934 als Elżbieta Duńska in Młociny, heute zu Warschau; † 29. Dezember 2015) war eine polnische Leichtathletin und Olympiasiegerin.

## Karriere
Sie war in den 1950er Jahren im Weitsprung erfolgreich, als sie Weltrekord sprang und bei internationalen Wettkämpfen einmal Gold, zweimal Silber und einmal Bronze sowie drei Goldmedaillen bei Hochschulweltmeisterschaften gewinnen konnte. Sie startete für folgende Vereine: Spójnia Gdańsk (1949–1956), LKS Sopot (1957–1960), SLA Sopot – Spójnia Gdańsk (1961–1963) und Skry Warszawa (1964–1965). Trainiert wurde sie von dem Stabhochspringer Andrzej Krzesiński, der damals noch keine Erfahrungen als Trainer hatte. Beide heirateten 1955. Krzesińska war 1,70 m groß und wog in ihrer aktiven Zeit 62 kg.
Von 1952 bis 1963 stand sie 25 Mal in der polnischen Nationalmannschaft und erzielte bei insgesamt 30 Starts 14 Einzelsiege. 1956 wurde sie zur polnischen Sportlerin des Jahres gewählt. 1989 nahm sie als 55-Jährige an den Seniorenweltmeisterschaften in Eugene (USA) teil und gewann im Weitsprung mit dem Altersklassenweltrekord von 6,00 m die Goldmedaille.

## Leben
Krzesińska wuchs auf in Elbląg, wo sie das Kazimierz Jagiełłończyk-Gymnasium und Lyzeum besuchte. Anschließend studierte sie an der Medizinischen Akademie Gdańsk, die sie 1963 abschloss. Im Jahr 1968 erwarb sie nach einem Fernstudium an der Universität Poznań ihre Trainer-Lizenz.
Von Beruf war sie Zahnärztin. Ihr Mann Andrzej arbeitet als Trainer. Das Paar bekam eine Tochter (Elżbieta, von Beruf Ingenieurin) und zwei Enkel. 1981 verließen sie Polen und wirkten als Leichtathletiktrainer in den USA. Dort lebte die Familie in Eugene, Oregon. 2000 kehrten sie nach Polen zurück.
Der Titel ihrer Autobiografie Zamiatane warkoczem (dt.: „Vom Zopf verwischt“) bezieht sich auf ein Kuriosum, das sie bei ihrem Olympiadebüt als 17-Jährige erlebte: Die finnischen Kampfrichter maßen ihren Sprung nicht am Fußabdruck, sondern am Abdruck ihres langen Zopfes, wodurch sie etwa einen halben Meter verlor und nur Zwölfte wurde.

## Leistungen

### Olympische Spiele
- 1952 in Helsinki: Zwölfte
- 1956 in Melbourne: Gold mit 6,35 m vor Willye White (GB) mit 6,09 m und Nadeschda Dwalischwili (UdSSR) mit 6,07 m
- 1960 in Rom: Silber mit 6,27 m hinter Wera Krepkina (UdSSR) mit 6,37 m und vor Hildrun Claus (DDR) mit 6,21 m

### Europameisterschaften
- 1954 Bern: Bronze (unter ihrem Geburtsnamen Duńska) mit 5,83 m hinter Jean Desforges (GB) mit 6,04 m und Alexandra Tschudina (UdSSR) mit 5,93 m
- 1962 Belgrad: Silber mit 6,22 m hinter Tatjana Schtschelkanowa (UdSSR) mit 6,36 m und vor Mary Rand (GB) mit ebenfalls 6,22 m

### Studentenweltmeisterschaften und Universiaden
Teilnahme 1951, 1954, 1955, 1959 und 1961
- 1954 Budapest: Gold im Weitsprung mit 6,12 m und Gold im Fünfkampf mit 3971 Punkten
- 1959 Turin: Gold im Weitsprung mit 5,94 m

### Landesmeisterschaften
- Weitsprung: 1952, 1953, 1954, 1957, 1959, 1962, 1963
- 80 m Hürden: 1957
- Fünfkampf: 1953, 1962

### Rekorde
- Weltrekorde:
  - 6,35 m, erzielt am 20. August in Budapest sowie am 27. November 1956 in Melbourne
- Landesrekorde:
  - Weitsprung: 4 Rekorde, Bestleistung 6,35 m
  - 80 m Hürden: 2 Rekorde, Bestleistung 11,0 s, gelaufen am 1. Juli 1961 in Posen
  - Hochsprung: 1 Rekord – 1,625 m, gesprungen am 28. August 1955 in Olecko
  - Fünfkampf: 3 Rekorde
- Persönliche Bestleistungen im Sprint: 100 m in 12,1 s und 200 m in 25,7 s, gelaufen am 18. August 1962 in Elbing bzw. am 7. August 1954 in Budapest